# دهستان قره‌چمن
دهستان قره‌چمن نام دهستانی در بخش ارژن شهرستان شیراز، استان فارس در ایران است.

## جمعیت
بر اساس سرشماری مرکز آمار ایران در سال ۱۳۹۵، جمعیت آن ۱۱۸۸۱ نفر (۳۳۷۶ خانوار) بوده‌است.